# نوسر
نوسر، روستایی است در منطقه بهرستاق از توابع بخش لاریجان شهرستان آمل در استان مازندران ایران.

## جمعیت
این روستا در دهستان لاریجان سفلی قرار داشته و براساس آخرین سرشماری مرکز آمار ایران که در سال ۱۳۸۵ صورت گرفته، جمعیت آن ۴۷۱ نفر (۱۳۹خانوار) بوده‌است.
این روستا در ارتفاع 2000 متری الی 2630 متری از سطح دریا قرار دارد و توسط کوه های با ارتفاع 3830 متری(قله نرین) و 3580 متری(چنگیز لو) و... احاطه شده است.این روستا بزرگترین روستای لاریجان به حساب میاید و محصول عمده ی مردم این منطقه گیلاس میباشد.به دلیل وجود پاک و مقدس اسپه تکیه در نوسر فضایی روحانی و امام حسینی در این روستا حاکم است ،بخصوص در ایام محرم و صفر.